# Cloniophorus parallelipenne
Cloniophorus parallelipenne là một loài bọ cánh cứng trong họ Cerambycidae.